# Hoplocryptus egregius
Hoplocryptus egregius är en stekelart som först beskrevs av Kokujev 1909.  Hoplocryptus egregius ingår i släktet Hoplocryptus och familjen brokparasitsteklar. Inga underarter finns listade i Catalogue of Life.